# Vouge (rivière)
Pour les articles homonymes, voir Vouge.
La Vouge est une rivière française dont le cours est entièrement situé dans le département de la Côte-d'Or, dans la région Bourgogne-Franche-Comté, et qui se jette dans la Saône en rive droite, donc un sous-affluent du fleuve le Rhône.

## Géographie
D'une longueur de 33 kilomètres, elle prend sa source à 250 m d'altitude, à côté du village de Vougeot qu'elle traverse ensuite.
Son cours passe ensuite par les communes de Chambolle-Musigny, de Gilly-lès-Cîteaux, de Flagey-Echézeaux, de Saint-Bernard, de Villebichot et de Saint-Nicolas-lès-Cîteaux.
Au niveau de l'abbaye de Cîteaux, elle reçoit les eaux de la Sansfond.
En fin de parcours, elle sert de limite entre les communes d'Izeure, de Brazey-en-Plaine et de Saint-Usage pour la rive gauche, de Bessey-lès-Cîteaux, d'Aubigny-en-Plaine, de Magny-lès-Aubigny et d'Esbarres pour la rive droite.
Elle se jette en rive droite de la Saône à 178 m d'altitude.

### Communes et cantons traversés
Dans le seul département de la Côte-d'or, la Vouge traverse les quatorze communes suivantes de l'amont vers l'aval de Vougeot (source), Chambolle-Musigny, Gilly-lès-Cîteaux, Flagey-Echézeaux, Saint-Bernard, Villebichot, Saint-Nicolas-lès-Cîteaux, Izeure, Bessey-lès-Cîteaux, Brazey-en-Plaine, Aubigny-en-Plaine, Magny-lès-Aubigny, Saint-Usage, Esbarres (confluence).
Soit en termes de cantons, la Vouge prend source dans le canton de Nuits-Saint-Georges, traverse les canton de Longvic, canton de Genlis, conflue dans le canton de Brazey-en-Plaine, le tout dans les arrondissements de Dijon et de Beaune, et les trois intercommunalités communauté de communes de Gevrey-Chambertin et de Nuits-Saint-Georges, communauté de communes de la Plaine Dijonnaise, et communauté de communes Rives de Saône.

### Toponyme
La Vouge a donné son hydronyme à la commune source de Vougeot.

### Bassin versant
Le bassin versant de la Vouge est de 428 km2 sur tout ou partie de 58 communes dans sept cantons, avec une population d'environ 40,000 habitants donc pour une densité moyenne de 130 habitants/km2. La Vouge traverse les deux zones hydrographiques « La Saône de l'Ouche à la Vouge incluse » (U141) et « La Saône de la Vouge au Doubs » (U142),.

### Organisme gestionnaire
L'organisme gestionnaire est le SBV ou syndicat du bassin de la Vouge.

## Affluents
La Vouge a dix tronçons affluents référencés dont trois sont de longueur supérieure à dix kilomètres et de rang de Strahler supérieur à un (avec affluents) :
- La Sansfond (rg[note 2]), 18 km après sa prolongation au-delà du Pont des Arvaux et de rang de Strahler cinq.
- La Biètre (rg), 17,2 km de rang de Strahler trois qui reçoit elle-même les eaux de l'Oucherotte 14,6 km.
- La Varaude (rg), 14,7 km.

La Vouge a encore sept autres affluents de moins de onze kilomètres de longueur, mais tous de rang de Strahler un :
- Le Saviot (rg), 4,3 km[8] traversant Gilly-lès-Cîteaux et Saint-Bernard.
- La Bornue (rd), 4,2 km[9], traversant Flagey-Echézeaux et Vosne-Romanée.
- La Raie du pont (rg), 9,7 km[10], traversant (par ordre alphabétique) les communes de Corcelles-lès-Cîteaux, Épernay-sous-Gevrey, Gilly-lès-Cîteaux, Saint-Nicolas-lès-Cîteaux et Savouges.
- Le ruisseau de Bonnot (rg), 3,3 km[11] passant par Izeure.
- Le ruisseau de la Noire-Potte (rg), 10,34 km[12] traversant, par ordre alphabétique, les communes de Aiserey, Bretenière, Izeure, Longecourt-en-Plaine et Thorey-en-Plaine.
- Le ruisseau du Bas de Bessey (rd), 3,9 km[13] traversant Aubigny-en-Plaine, Bessey-lès-Cîteaux et Brazey-en-Plaine.
- Le Mornay (rg), 6,7 km[14], ruisseau passant par Brazey-en-Plaine et Esbarres.

### Rang de Strahler
Le rang de Strahler de la Vouge est donc de six par la Sans-Fond.

## Hydrologie

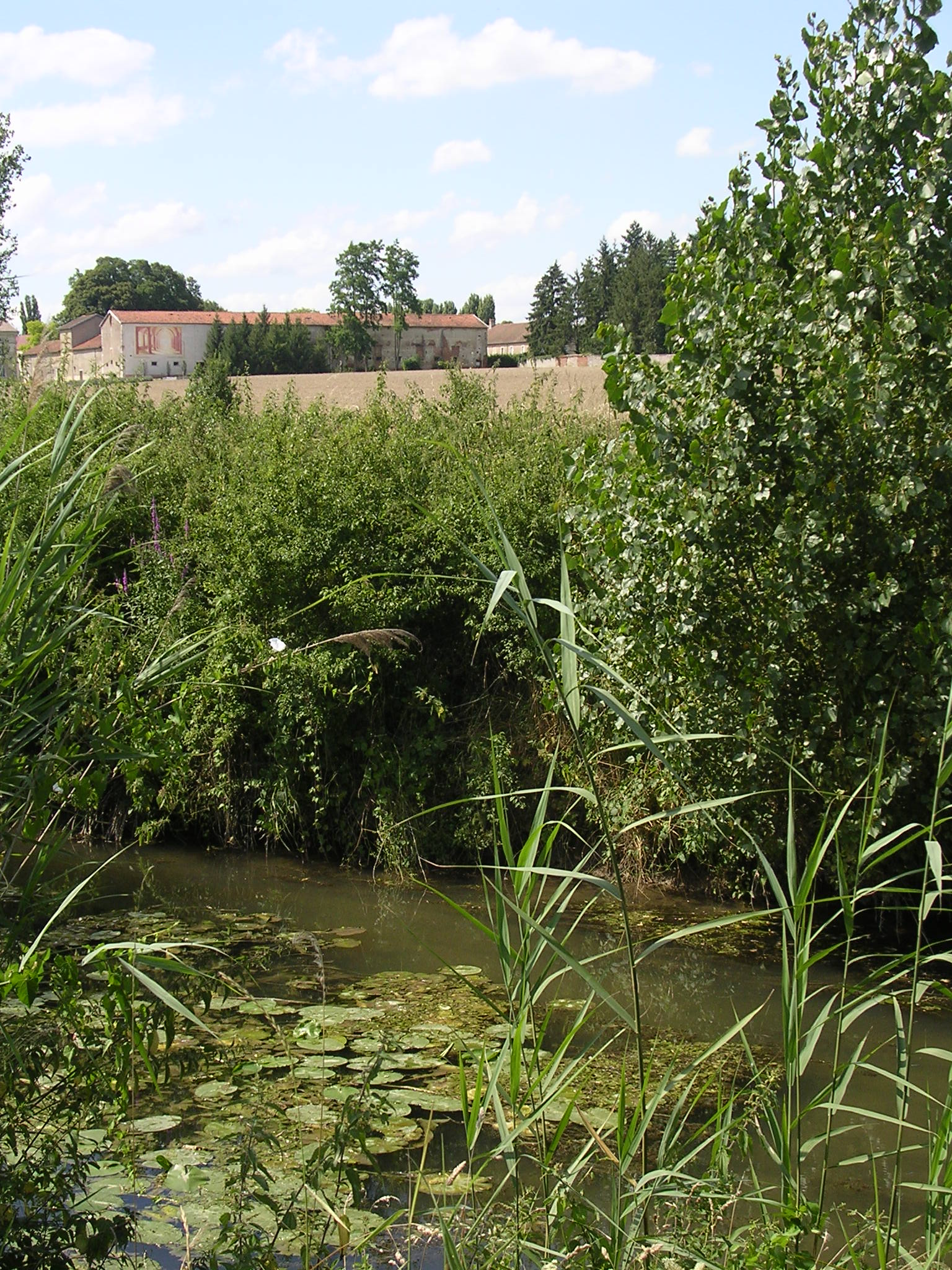
La Vouge avec vue sur les bâtiments de l'abbaye de Cîteaux.

La Vouge est une rivière bourguignonne assez peu abondante, nettement moins fournie que la moyenne des cours d'eau de la plaine de la Saône. Son régime hydrologique est dit pluvial.

### La Vouge à Aubigny-en-Plaine
Son débit a été observé depuis le 31 août 1992 , à Aubigny-en-Plaine, localité du département de la Côte-d'Or située peu avant son confluent avec la Saône à 184 m d'altitude. Le bassin versant de la rivière y est de 312 km2 (soit la presque totalité de celui-ci qui s'étend sur 320 km2).
Le module de la rivière à Aubigny-en-Plaine est de 2,16 m3/s.
La Vouge présente des fluctuations saisonnières de débit fort marquées, comme très souvent dans l'est de la France. Les hautes eaux se déroulent en hiver et se caractérisent par des débits mensuels moyens allant de 3,20 à 4,30 m3/s, de décembre à mars inclus (avec un maximum très net en janvier). Dè le début du mois d'avril, le débit baisse rapidement jusqu'aux basses eaux d'été qui ont lieu de juillet à septembre inclus, entraînant une baisse du débit mensuel moyen jusqu'à 0,472 m3/s au mois d'août. Mais ces moyennes mensuelles ne sont que des moyennes et occultent des fluctuations bien plus prononcées sur de courtes périodes ou selon les années.

### Étiage ou basses eaux
Aux étiages, le VCN3 peut chuter jusque 0,150 m3/s ce qui est quelque peu sévère, mais ce fait est fréquent parmi les rivières de la région.

### Crues
Les crues peuvent être assez importantes, du moins compte tenu de l'exiguïté de son bassin. Les QIX 2 et QIX 5 valent respectivement 20 et 26 m3/s. Le QIX 10 est de 31 m3/s, le QIX 20 de 35 m3/s, tandis que le QIX 50 est de 41 m3/s.
Le débit instantané maximal enregistré à Aubigny-en-Plaine a été de 46,4 m3/s le 5 novembre 2014, tandis que la valeur journalière maximale était de 44,30 m3/s le même jour. En comparant le premier de ces deux chiffres avec l'échelle des QIX exposée plus haut, l'on en déduit que cette crue était bien plus importante que la crue cinquantenaire calculée par le QIX 50, et donc de fréquence relativement faible, voire exceptionnelle probablement de type centennale.

### Lame d'eau et débit spécifique
La Vouge est une rivière peu abondante dans le contexte du bassin de la Saône. La lame d'eau écoulée dans son bassin versant est de 211 millimètres annuellement, ce qui est très inférieur à la moyenne d'ensemble de la France, mais encore bien plus bas que la moyenne du bassin de la Saône (501 millimètres/an à Lyon). Le débit spécifique (ou Qsp) se monte ainsi à 6,7 litres par seconde et par kilomètre carré de bassin.

## Aménagements et écologie

### Le Vignoble de la côte de Nuits
Les appellations Vougeot et Vosne-Romanée sont dans son bassin versant.

### ZNIEFF: rivière la Vouge
La rivière la Vouge est une ZNIEFF de type 2 de 766 hectares, sur douze communes, comprenant deux de ses affluents l'Oucherotte et la Biètre. Les poissons déterminants pour l'inventaire ZNIEFF sont le toxostome, la bouvière, le chabot commun, la vandoise et le grand brochet.

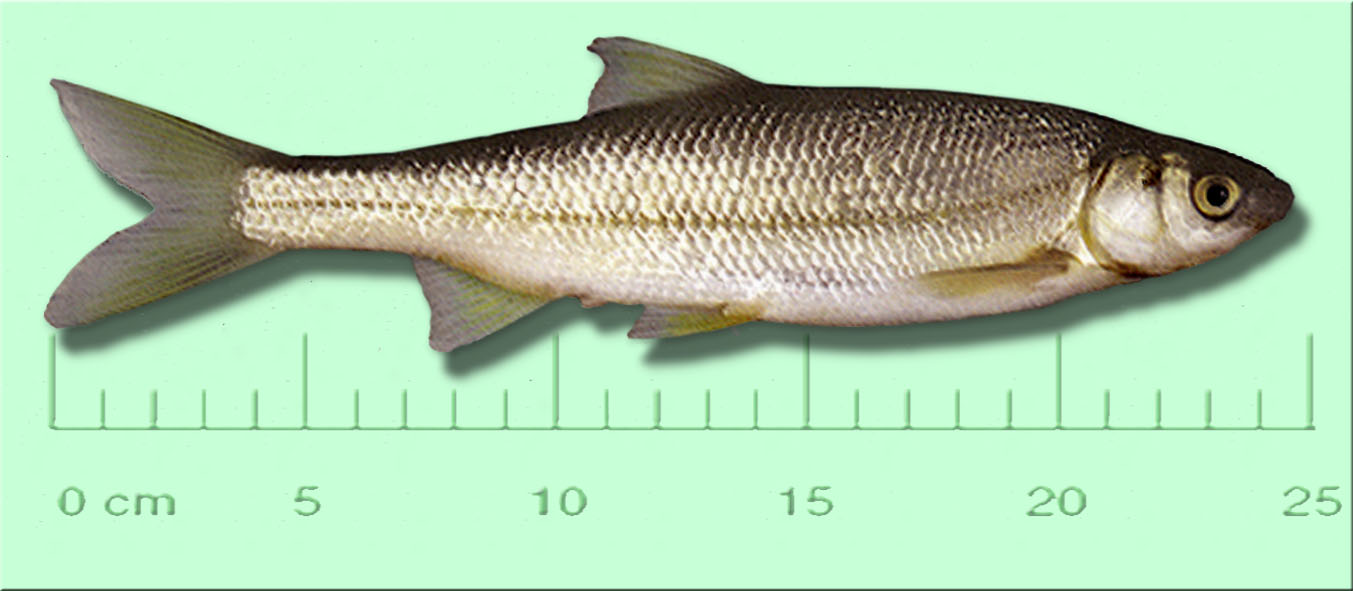
Le toxostome.
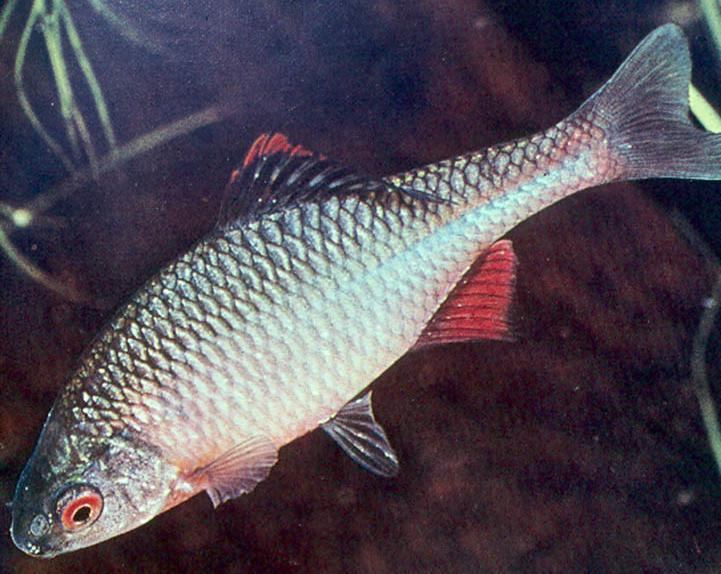
La bouvière.
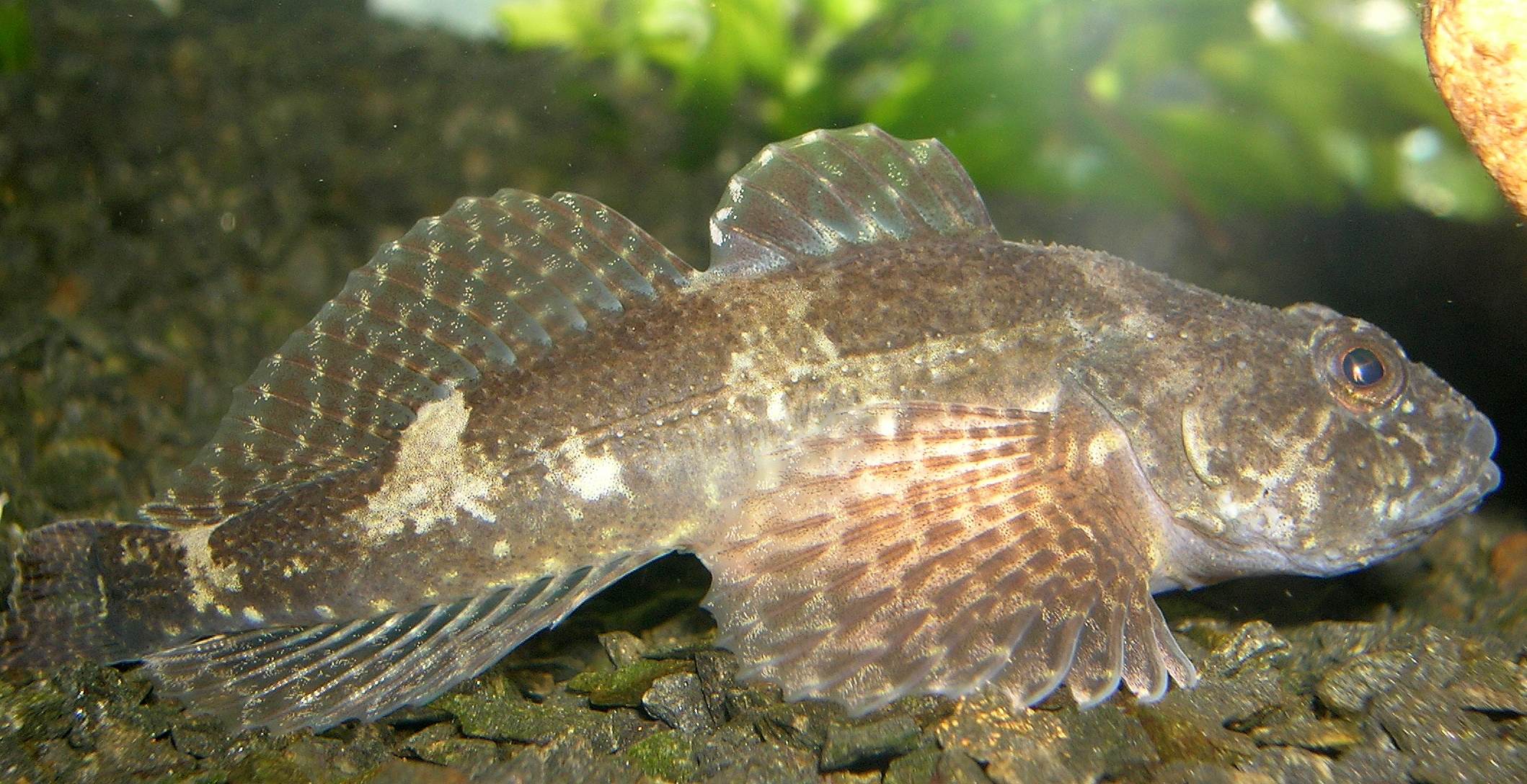
Le chabot commun.
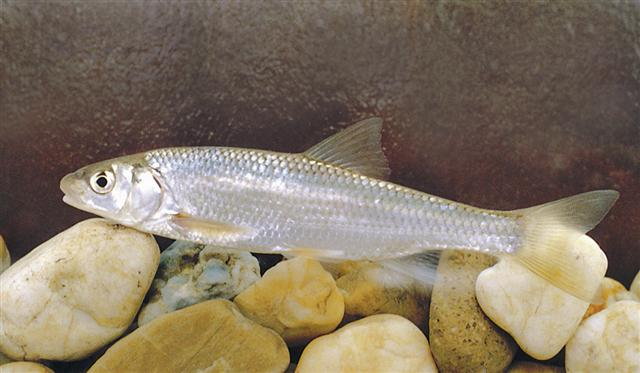
La vandoise.
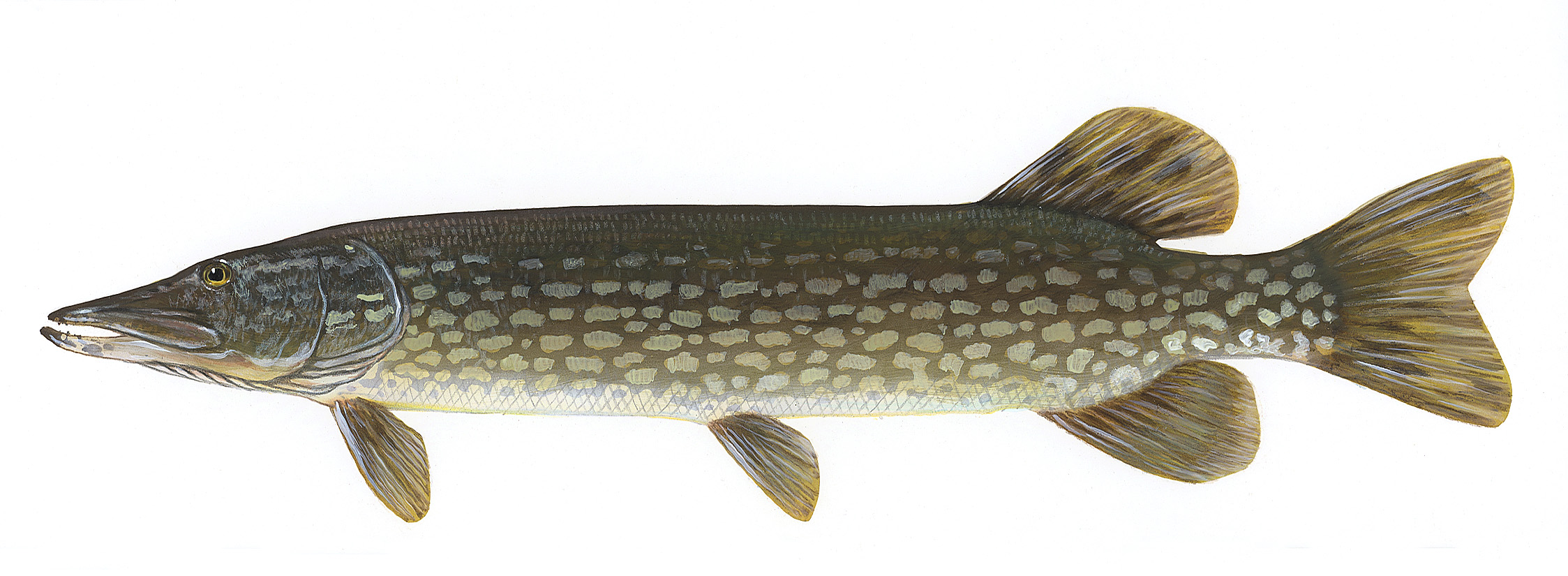
Le grand brochet.